# Casimir Pignatelli

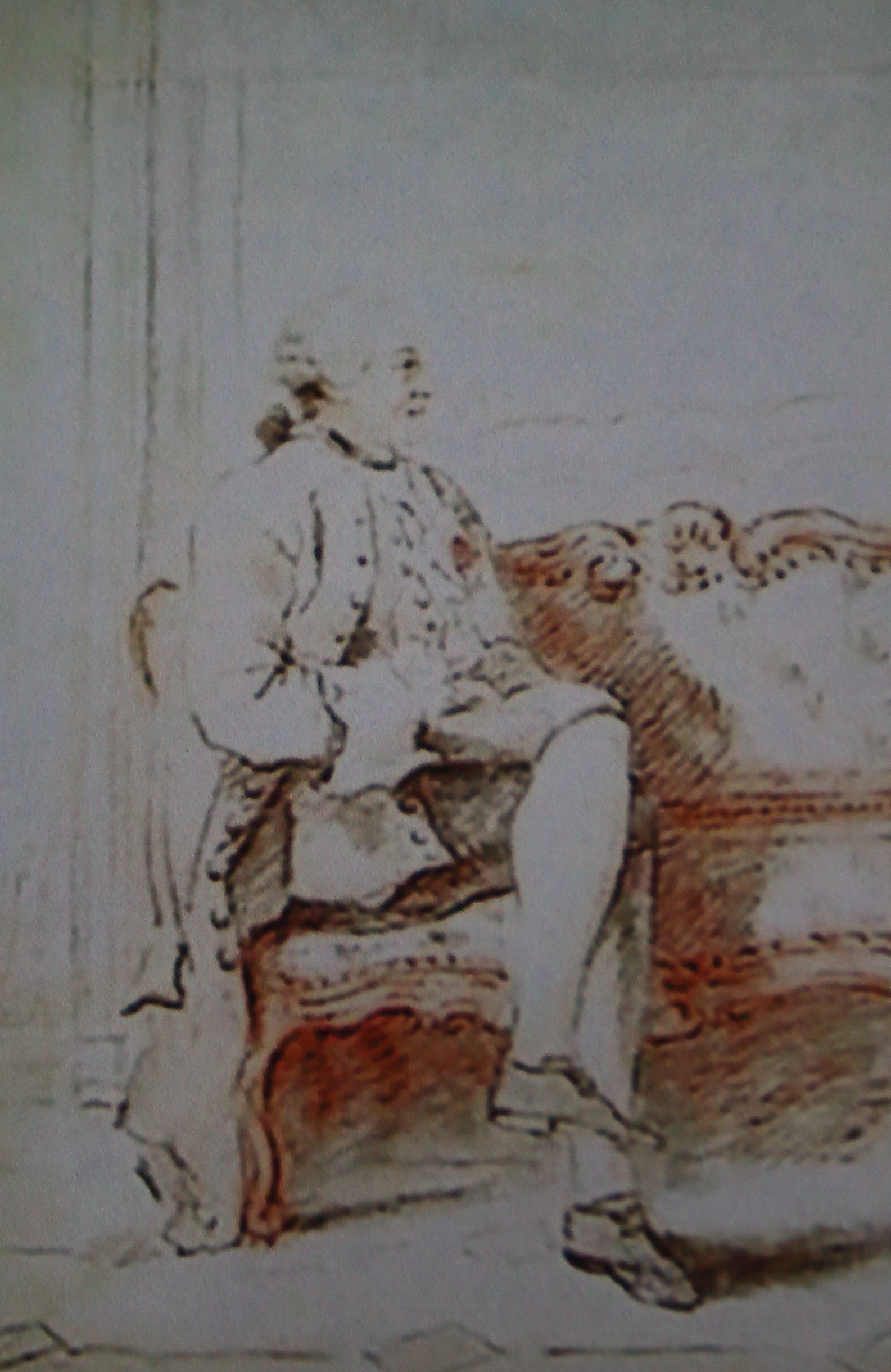
Casimir Pignatelli, geschilderd door Carmontelle

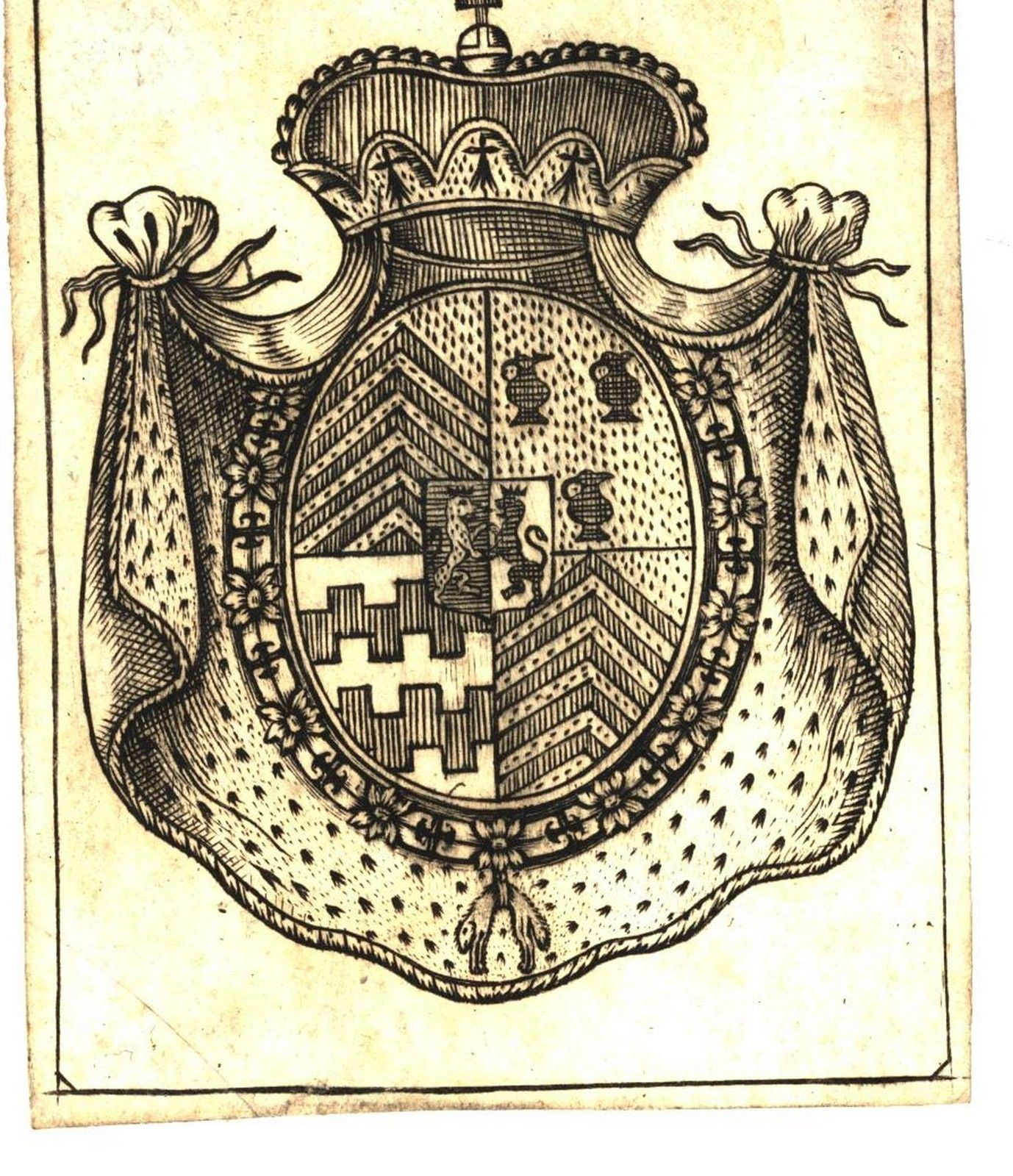
Wapenschild van Casimir Pignatelli

Casimir Pignatelli (Braine, 6 november 1727 - Braunschweig, 1801) was een edelman uit het huis Pignatelli, militair en politicus. Hij werd geboren als zoon van Procopo Pignatelli en Henriette Julie de Durfort. Casimir volgde zijn broer Guido Felix Pignatelli op en voerde de titels 10e prins van Gavere, 14e graaf van Egmont, 8e hertog van Bisaccia, Gelre, Gulik, Bergen, markies van Renty en heer van Zottegem en van  Chièvres. Hij was als officier in dienst van de Franse koningen (Lodewijk XV en Lodewijk XVI). Zo werd hij cavaleriemeester in het Régiment d'Egmont in de Oostenrijkse Successieoorlog op 4 februari 1744, brigadier in januari 1748, kampmaarschalk in 1756 en luitenant-generaal op 21 september 1762. In 1753 werd hij tot grande van Spanje verheven. Op 16 februari 1764 werd hij ridder van het Gulden Vlies.

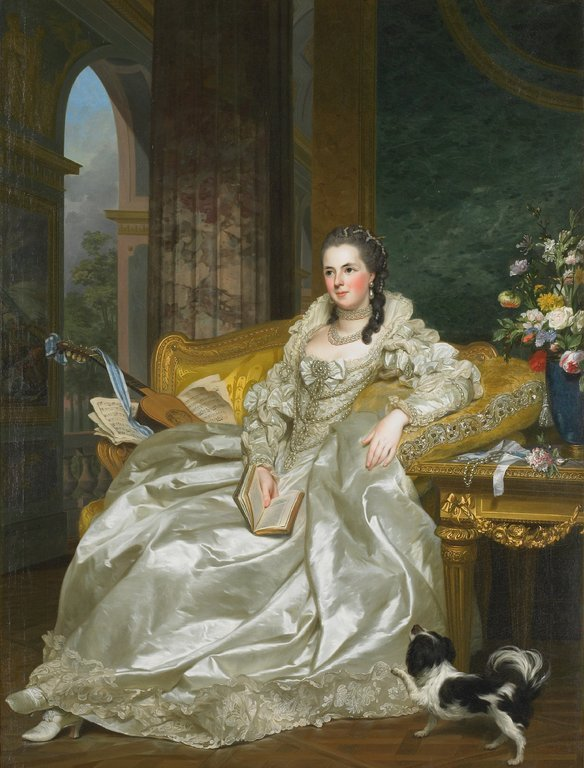
Portret van Casimirs tweede echtgenote Septimanie d'Egmont door Alexander Roslin

Casimir Pignatelli huwde verschillende keren. Op 14 december 1750 trouwde hij met Bianca Sanseverino d’Aragon (1736-1753), die op 17-jarige leeftijd stierf na de bevalling van een drieling. Van 11 tot 14 augustus 1755 werd in Zottegem een groot inhuldigingsfeest gehouden voor Casimir Pignatelli als nieuwe heer (syne hoogheyt den heere grave Cazemier van Egmont als heere van desen lande syne intrede ghedaen heeft). Op 10 februari 1756 trad Casimir in het huwelijk met Sophie-Jeanne-Louise-Armande-Septimanie de Vignerot du Plessis de Richelieu (1740-1773) (Septimanie d'Egmont), die in haar literaire salons Voltaire en Rousseau ontving. Op 31 mei 1788 huwde hij met Claire Marguerite Farely.
In 1787 maakte Casimir deel uit van de Assemblée des notables, die na moest denken over een hervormd koningschap. Casimir werd in 1789 afgevaardigde voor de adel in de Franse Staten-Generaal voor het baljuwschap Soissons; hij was voorstander van het ancien régime maar stemde op 4 augustus in met het afschaffen van privileges (eerlijker verdeling van belastingen). Hij protesteerde in 1790 echter tegen de afschaffing van de adel. In 1792 emigreerde Casimir naar Nederland waar hij mee een groep geëmigreerde koningsgezinde Fransen aanvoerde (Armée des Princes/Armée des émigrés) om tegen het revolutionaire Frankrijk te vechten. Hij werd tweede commandant in dat leger. Op 1 december 1801 stierf hij door ziekte in Braunschweig (Brunswijk).
Casimir Pignatelli bezat het herenhuis Hôtel d'Egmont in de Rue Louis-le-Grand 21 in Parijs. Het werd op 25 augustus 1795 aangeslagen als staatsbezit om het kaartendepot van de marine te worden.
Geen enkele van zijn drie dochters (Louise-Blanche-Éléonore-Charlotte (1752-1753), Amable-Angélique-Frédérique (1752-1754), Alphonsine-Louise-Julie-Félicie d'Egmont (1751-1786)) leefde langer dan Casimir. Zijn erfgenamen werden zijn kleinzonen (zonen van Alphonsine en Louis-Gonzague Pignatelli de Gonzague) Alphonse-Louis-Philippe-Gonzague Pignatelli de Gonzague, graaf van Fuentes en van Egmont († 1807), en Casimir-Louis-Gonzague-Marie-Alphonse-Armand Pignatelli de Gonzague, markies van Mora († 1809). Na de Franse Revolutie waren bij decreet van 25 juli 1793 intussen heel wat bezittingen van Casimir Pignatelli door de Eerste Franse Republiek in beslag genomen (zoals het Egmontkasteel in Zottegem) om ze vanaf 1797 te kunnen verkopen. Casimirs beide kleinzonen stierven kinderloos, waardoor de Spaanse en Italiaanse bezittingen van de familie Egmont-Pignatelli overgingen op de Spaanse Pignatelli-tak van de graven Fuentes.
De Franse en Nederlandse bezittingen werden overgeërfd door de familie D'Albert, hertogen van Luynes en Chevreuse. Casimirs zus Henriette-Nicole Pignatelli (1719-1782) was immers getrouwd met Charles Louis d'Albert, 5de hertog van Chaulnes en Chevreuse.